# El Chaparral (Málaga)
El Chaparral es un barrio periférico perteneciente al distrito Puerto de la Torre de la ciudad andaluza de Málaga, España. Según la delimitación oficial del ayuntamiento, limita al sureste con el barrio de Los Morales 2; al sur, con los barrios de los Morales 1 y Los Morales; y al este, con los barrios de Orozco y Fuente Alegre. Al norte y al nordeste limita con terrenos no edificados que lo separan de la Hiperronda de circunvalación.

## Transporte
Ninguna línea de la EMT atraviesa los límites del barrio, aunque las siguientes rutas realizan paradas en las proximidades: 
| Línea | Trayecto                              | Recorrido | Frecuencia                                   |
| ----- | ------------------------------------- | --------- | -------------------------------------------- |
| 21    | Paseo del Parque - Puerto de la Torre | Recorrido | 12 minutos                                   |
| N4    | Paseo del Parque - Puerto de la Torre | Recorrido | 23.30, 1.00 (Paseo Parque) 0.15 (Pto. Torre) |